# Siège de Landrecies (1655)
Pour les articles homonymes, voir Siège de Landrecies.
Guerre franco-espagnole
Batailles
- Les Avins (05-1635)
- Louvain (06-1635)
- Tornavento (06-1636)
- Îles de Lérins (03-1637)
- Leucate (08/09-1637)
- Yvois (1637)
- Getaria (08-1638)
- Thionville (06-1639)
- Salses (07-1639)
- Les Downs (10-1639)
- Turin (05-1640)
- Yvois (1639)
- Montjuïc (01-1641)
- Aire (1641)
- Honnecourt (05-1642)
- Rocroi (05-1643)
- Carthagène (09-1643)
- Lérida (05-1646)
- Bergues (08-1646)
- Dunkerque (09-1646)
- Lérida (05-1647)
- Lens (08-1648)
- Rethel (1650)
- Barcelone (1651-1652)
- Mouzon (1653)
- Bordils (12-1653)
- Arras (08-1654)
- Puycerda (10-1654)
- Landrecies (06-1655)
- Pavie (1655)
- Valenciennes (07-1656)
- Dunkerque (05-1658)
- Les Dunes (06-1658)
- Bergues (07-1658)

Le siège de Landrecies, conduit en un mois au début de l'été 1655, marque une étape importante dans la confirmation du rattachement de l’Artois à la France. Louis XIV vient en personne passer en revue les troupes (dont le jeune Vauban) commandées par Clerville au lendemain de la prise de la ville.

## Contexte
La couronne d'Espagne tente de libérer les territoires conquis par les Français : la Catalogne, le Roussillon et l'Artois. Mais l'année précédente, le général de Turenne a pu tenir les conquêtes effectuées depuis 1640 grâce à l'armée de secours envoyée à Arras (« Secours d'Arras »). À présent, Louis XIV envisage de grignoter les positions ennemies dans le Hainaut et de s'emparer éventuellement de Valenciennes. Pour y parvenir, trois cibles sont désignées par l'état-major français : Landrecies, Condé-sur-Escaut et Saint-Ghislain, près de Mons.

## Le siège
Les deux corps d'armée français, celui de Turenne et celui de la Ferté, partis de Champagne, ne parviennent à faire leur jonction dans l'Avesnois que tard dans l'année. La ville, dépourvue de chemins de ronde, est difficile à attaquer. L'ingénieur en chef Clerville fait engager un travail de sape sous les projectiles des assiégés, qui n'aboutit qu'au bout de plusieurs semaines.
Durant le siège, Charles Henri de Prouville de Tracy, mestre de camp du régiment de Tracy dragons y est tué le 2 juillet 1655 d'un coup de mousquet.

## Conséquences
Louis XIV vient célébrer en personne la prise de la ville (restée française depuis). Ses armées poursuivent selon le plan prévu : les deux autres places visées, Condé-sur-Escaut (assiégée le 18 août) et Saint-Ghislain (le 25 août), se rendent chacune au bout de trois jours de siège. Clerville charge Vauban de réparer les fortifications de Landrecies et Condé, qui serviront de base d'opération pour l'attaque sur Valenciennes, programmée l'année suivante.

## Sources
- Jean Bérenger, Turenne, Paris, Fayard, 1987, 616 p., 14×22 cm (ISBN 2-213-01970-3, présentation en ligne)contient une description détaillée de la campagne de 1655.
- Anne Blanchard, Vauban, Paris, Fayard, 1996, 682 p., 14×22 cm (ISBN 2-213-59684-0, présentation en ligne), partie II, chap. IV (« Dans l'orgueil de sa jeunesse »), p. 95
- Joël Cornette, Chronique du règne de Louis XIV, Paris, SEDES, 1997, 580 p., 16,5×24,5 cm (ISBN 2-7181-9011-6), « Année 1655 »